# Poggio a Caiano
Poggio a Caiano és una ciutat i comune (municipi) a la província de Prato, a la regió italiana de la Toscana. La ciutat es troba a 9 km al sud de la capital provincial de Prato.

## Llocs d'interès

### Lavilladels Mèdici
El 1473, Lorenzo de Medici va comprar una casa fortificada en ruïnes a Poggio a Caiano anomenada l'Ambra, i un terreny i un molí propietat de Giovanni di Paolo Rucellai. Inicialment, només es van fer millores agrícoles; després, l'any 1485, s'iniciaren les obres de la pròpia vil·la, segons dissenys de Giuliano da Sangallo, que va crear una gran casa de camp fortificada i quadrangular construïda al voltant d'un pati central. Un gran vestíbul central donava accés a estances amb finestres amb vistes al camp circumdant; en aquell moment, aquest disseny era innovador.
A la mort de Lorenzo el 1492, la vil·la encara estava en gran part inacabada; tanmateix, el treball es va reprendre sota el segon fill de Lorenzo, Giovanni, que es va convertir en papa com a Lleó X. La sala central porta el nom d'aquest primer papa Mèdici.
Al segle següent, la villa va ser utilitzada pels successius grans ducs Medici de Toscana. L'any 1587, Bianca Cappello i Francesc I de Mèdici, gran duc de Toscana, van morir allà amb un dia de diferència; plantejant la qüestió encara no resolta de l'enverinament per part del germà de Francesc, Ferran, que va succeir a Francesc com a Ferran I de Mèdici, Gran Duc de Toscana. Als segles XVII i XVIII, els arquitectes Giuseppe i Giovan Battista Ruggeri i Antonio Maria Ferri van ampliar la vil·la. També es van dur a terme grans millores als jardins després de passar a la propietat de Maria Luisa, reina d'Etruria.
Després de la unificació italiana, la vil·la va ser reformada i utilitzada per Víctor Manuel II d'Itàlia. La vil·la va ser donada a l'estat italià l'any 1919. Després d'un llarg període d'abandonament es va convertir en museu nacional l'any 1984 i des d'aquella data ha estat objecte de restauració. Ara està oberta al públic.
Els principals atractius de la vil·la són els frescos de Pontormo que representen Vertumnus i Pomona al saló principal. Els jardins formals, ara una mica salvatges, baixen fins a l'Ombrone, a la part posterior de la vil·la. Poggio també conté a l'angle nord-est del jardí la pista de tennis de Cosme I (1543). La palatoia (com s'anomenava la cort a la Toscana, en un altre lloc coneguda com "pallacorda") va ser construïda per a Cosme I al mateix temps que la seva cort al Palazzo Pitti. El "tennis" del Renaixement italià va ser molt popular. És el model del tennis modern encara que l'esport practicat al Renaixement es continua practicant avui a 46 pistes actives a França, Austràlia, el Regne Unit i els EUA.